# Gendermedizin
Gendermedizin (englisch Gender Medicine oder Gender-Specific Medicine; von englisch gender „Geschlecht“) oder geschlechtersensible Medizin bezeichnet eine Ausübung von Humanmedizin unter besonderer Beachtung der Unterschiede der Geschlechter. Die Gendermedizin konzentriert sich auf die geschlechtsspezifische Erforschung und Behandlung von Krankheiten.

## Geschichtliche Aspekte
Die Gendermedizin wurde in den 1990er Jahren entwickelt und ist Teil der personalisierten Medizin. Eine der führenden Vorkämpferinnen ist die US-amerikanische Kardiologin und Medizinwissenschaftlerin Marianne Legato, die schon in den 1980er Jahren auf Unterschiede von Herzerkrankungen bei Frauen gegenüber Männern gestoßen war. Neben ihrer Forschungstätigkeit hat sie mit ihrem Buch Evas Rippe die Thematik erstmals einer breiten Öffentlichkeit erschlossen. Auch war sie Gründungsredakteurin der US-amerikanischen Zeitschrift Gender Medicine.
In den 1980er Jahren begann sich die Weltgesundheitsorganisation (WHO) auf dem Hintergrund der Frauengesundheitsforschung mit den Unterschieden zwischen Frauen und Männern in der Medizin zu beschäftigen. 2001 gab sie eine Empfehlung heraus, im Gesundheitswesen lokale Strategien für eine geschlechtsspezifische Gesundheitsvorsorge zu entwickeln und umzusetzen.
In Deutschland begründete die Fachärztin für Kardiologie Vera Regitz-Zagrosek die Geschlechterforschung in der Medizin an der Charité in Berlin. Sie gab 2011 zusammen mit Sabine Oertelt-Prigione unter dem Titel Sex and Gender Aspects in Clinical Medicine ein englischsprachiges Lehrbuch heraus. Bis 2019 war sie Direktorin des Berlin Institute for Gender in Medicine (GiM) und wurde im Mai 2019 für ihren Einsatz in der Gendermedizin mit dem Bundesverdienstkreuz ausgezeichnet.
In Österreich gibt es an zwei Medizinischen Universitäten eigene Lehrstühle für Gendermedizin: Den ersten Lehrstuhl erhielt 2010 Alexandra Kautzky-Willer an der Medizinischen Universität Wien, den zweiten 2014 Margarethe Hochleitner an der Medizinischen Universität Innsbruck. In Österreich ist seit 2010 auch der Erwerb eines Master of Science (Gender Medicine) möglich.
In der Schweiz hat Cathérine Gebhard seit 2016 eine Professur für Kardiovaskuläre Gendermedizin und kardiale Bildgebung an der Universität Zürich inne. Seit 2021 wird in der Schweiz von den Universitäten Bern und Zürich ein Weiterbildungs-Studiengang für Gendermedizin angeboten. Im Jahr 2022 begann die Universität Luzern das Modul Gendermedizin anzubieten.

## Gegenstand
Gendermedizin beschäftigt sich mit dem durch soziales Umfeld und Geschlechterrollen-Vorstellungen zugewiesenen Geschlecht, Gender genannt („soziales Geschlecht, Geschlechtsidentität“).
Es wird davon ausgegangen, dass das biologische und das soziale Geschlecht sich nicht diametral gegenüberstehen, sondern dass zwischen beiden Bereichen ein lückenloses Kontinuum besteht, in der Abfolge:
1. genetisches oder Kerngeschlecht (nach dem Besitz von Geschlechtschromosomen)
2. gonadales Geschlecht (nach der Ausbildung der Keimdrüsen)
3. genitales Geschlecht (nach den körperlichen äußeren Geschlechtsmerkmalen)
4. psychisches Geschlecht (die Geschlechtsidentität als Selbstidentifikation)
5. soziales Geschlecht (Gender und von außen kommende soziale Zuweisung von Geschlechterrollen)

Wichtig ist der Gendermedizin darüber hinaus interdisziplinäre Forschung; wichtige Überschneidungen bestehen zum Fachgebiet Public Health (öffentliche Gesundheitspflege).

## Gendermedizin heute
Die Gendermedizin widmet sich neben den sozialen und psychologischen Unterschieden den Symptomen und Ausprägungen von Krankheiten bei Frauen und Männern, die durch unterschiedliche biologische Voraussetzungen begründet sind. So ist etwa seit längerem bekannt, dass Frauen im Vergleich zu Männern aufgrund einer stärkeren Immunantwort auch stärkere Entzündungsreaktionen aufweisen, im Zusammenhang damit stehen auch Autoimmunerkrankungen, von denen wiederum Männer prozentual geringer betroffen sind. Registriert bzw. behandelt werden Frauen häufiger als Männer beispielsweise wegen psychischer Erkrankungen wie Depressionen, Männer häufiger wegen Suchterkrankungen, insbesondere Alkoholabhängigkeit.
Besondere Bedeutung erhielt die Gendermedizin im Zusammenhang von Untersuchungen bezüglich Herzerkrankungen bei Frauen. Dabei wurde festgestellt, dass weibliche Patienten oft, auch aufgrund anderer Symptomatik, zu spät oder falsch diagnostiziert werden: So zeigten sich signifikante Unterschiede in der Zahl der gesetzten Herzkatheter bei Frauen und Männern, sowie in dem Zeitraum, der bis zur Einweisung in die Intensivstation verging. Bei Männern wurden bisher psychologische Gesichtspunkte vernachlässigt, etwa in der postoperativen Betreuung bei Prostatakrebs, im Vergleich zum Brustkrebs bei Frauen. Auch das unterschiedliche Gesundheitsbewusstsein, Unterschiede in der Wirksamkeit von Medikamenten (die meisten Medikamente werden in der Regel an jungen Männern erprobt) oder im Suchtverhalten sind Schwerpunkte der Gendermedizin.
Der besondere Unterschied zwischen den genderspezifischen Bedarfen in der Gesundheitsversorgung wird im Zuge der digitalen Transformation zunehmend durch bestimmte Produkte (sogenannte Femtech–Produkte) adressiert. Dabei geht es um digitale Anwendungen, die sich einerseits typischen Themen der Frauengesundheit widmen. Andererseits werden die Produkte auch entwickelt, um den genannten Unterschieden Raum zu geben, beispielsweise hinsichtlich chronischer Krankheiten und deren Selbstmanagement. Über Femtech hinaus können so allgemein im Sinne der personalisierten Medizin geschlechtsspezifische Anwendungen in den Fokus rücken, indem individualisierte, zielgruppenorientierte Angebote entwickelt werden.